# Los Muertos (Sonora)
Los Muertos es una localidad rural que pertenece al municipio de Álamos, en el estado mexicano de Sonora; se encuentra a 38 km al sur de la cabecera municipal, le corresponden las coordenadas: latitud norte 26°44´65”, longitud oeste 108°54´59”, tiene una extensión territorial aproximada de 2566 hectáreas utilizadas principalmente para la siembra de temporal, pastoreo y cría de ganado. Se encuentra a 6.25 km al sur de la comunidad vecina de San Vicente. En cuanto a la distribución de las calles, se compone de tres calles, una de las cuales se considera “camino real” por ser el principal camino desde el crucero de los sabinos hasta el centro de dicho ejido. La calle principal de Los Muertos es donde se ubica el preescolar “El Llanito”, la escuela primaria “Roberto F. Almada” y la telesecundaria no. 7, además del centro de salud rural.

## Aspectos históricos
Aunque no se encuentran datos históricos cuya fuente represente algún tipo de lección bibliográfica, los hechos contados por los mismos habitantes ubican el nacimiento del ejido en 15 de diciembre de 1935 cuando se ejecutó la posesión del ejido como una comunidad sólo habitada por 69 personas, sin embargo hay memoria verbal del asentamiento años antes de este suceso de pobladores de la etnia indígena mayo, varios de sus pobladores tienen descendencia directa de indígenas mayos que poblaron la región hace ya muchos años. El nombre de la comunidad se remonta a tiempos pasados cuando la población se asentaba en el borde oeste del borde del arroyo Cuchujaqui, estando sólo el panteón en el lado este. Siendo así los habitantes iniciales solían decir “los muertos” al área en donde se asentaba el panteón; posteriormente con el modesto aumento de población y actividades laborales se extiende el área habitada hasta la otra orilla del cauce (donde el camposanto se ubica), sitio donde actualmente se encuentra e inicia una lenta desaparición del área habitada inicialmente, quedando la designación del área como “Los Muertos”.
Se dice que hubo la intención de cambiar el nombre del ejido en fechas posteriores a 1935, pero los adultos mayores se rehusaron dada la vieja tradición formada. Durante lo largo del siglo pasado se dice que ha habido una importante baja en la población de la comunidad ya que ha habido mucha migración hacia la ciudad y otras comunidades aledañas.

## Censo, distribución y pirámide poblacional
El censo de población local de Los Muertos hasta diciembre de 2012 es de 133 personas, siete personas menos que el año pasado, se encuentran distribuidas en 47 familias, existen 52 mujeres y 81 hombres, ciento dos son mayores de 18 años y 31 son menores de edad.
Su población se divide según su edad y género como se muestra en la gráfica de la pirámide de población de Los Muertos.
En total son 36 niñas, niños y adolescentes, 29 mujeres de 20 a 59 años, 36 hombres de 20 a 59 años y 32 adultos mayores de 60 años. No existen actualmente mujeres embarazadas. Son dos los niños menores de un mes, los niños menores de 5 años en total son 6 siendo todos masculinos, los de 5 a 9 años son 9 y los adolescentes entre 10 y 19 años conforman la cantidad de veintiuno.
En total son 59 casas, de las cuales 11 están deshabitadas. El número de personas por casa varía desde una hasta 10 incluyendo varias familias en el mismo hogar.
La densidad de población es de 5.36 personas por kilómetro cuadrado en una extensión de 25Km2.

## Actividades productivas
Las principales actividades productivas de las comunidades y de gran parte del municipio son la agricultura, la ganadería y la producción de carbón vegetal.
La agricultura durante la década de los 80´s tuvo un despunte importante ya que había apoyo gubernamental para la producción de jojoba y oleaginosas con buen potencial comercial sin embargo por irregularidades y malos manejos de los apoyos recibidos hubo un decaimiento importante y finalmente desapareció este tipo de cultivo.
En la actualidad la agricultura es casi exclusivamente para consumo propio de las familias, sólo una pequeña parte es destinada para la venta o el intercambio, otro factor que afecta directamente es la reducción en la frecuencia de las lluvias al año debido al cambio climático que afecta al planeta.
Los principales productos de la región son el maíz, frijol, cacahuate, sandía, pepino, calabacita, ejote, sorgo entre otros, utilizando estos productos para consumo humano o para el ganado.
La ganadería está representada principalmente por el ganado bovino en un 70% aunque también hay cría y venta del porcino, caprino y ovino.
Las familias poseen entre 4 y 50 cabezas de ganado, de ellas extraen productos cárneos y lácteos siendo este ganado una fuente de ingreso extraordinario para las familias tras su venta.
La mayor parte de los ingresos que reciben los habitantes de la comunidad provienen de la producción y venta de carbón vegetal, en un inicioexplotando el árbol de mezquite que era muy numeroso en la región pero al no haber técnicas que permitan su explotación de manera sustentable, el número ha disminuido considerablemente por lo que se ha recurrido a explotar otras especies vegetales.
Por otro lado existe en escasa cantidad, comerciantes que se limitan a abrir abarrotes con los productos de la canasta básica. En la comunidad de Los Muertos existen 3 establecimientos de abarrotes. Hay dependencias del gobierno del programa CONASUPO que venden productos de la canasta básica y no perecederos a precios mínimos como huevo, leche, queso, chorizo de puerco, enlatados, frijol, arroz, café, harinas y sopas de pasta, así como elementos de higiene personal como jabones, cepillos, cortaúñas y otras herramientas de primera necesidad. Cuando las familias no poseen recursos económicos se les otorga el alimento con la condición de pagar después. El acceso a los cárnicos así como a frutas y verduras es limitado porque no venden en los abarrotes locales, sin embargo acuden con frecuencia vendedores ambulantes en sus automóviles ofertando los vegetales. La cerveza es un producto que se comercializa en gran cantidad.

## Vivienda
La mayoría de las viviendas está constituida por paredes de adobe y son mínimas la que poseen paredes de ladrillos; los techos están compuestos de un entramado de troncos con paja y hule enterrado en la superficie que previene filtraciones de agua y una temperatura interior confortable en las temperaturas frías y cálidas. La mayoría de los hogares cuenta con piso de concreto, pero cinco de ellos son de tierra. Las cocinas generalmente se encuentran fuera de la casa y poseen una estufa de leña o carbón donde colocan comales y ollas para la preparación de tortillas y cocción de otros alimentos, son pocos los hogares que utilizan el gas butano como combustible que dejan su uso para días lluviosos que impiden cocinar fuera por la humedad de la leña. Los baños no tienen drenaje y consisten en un área para tomar el baño con balde y recipiente, muchos de ellos fuera de la vivienda expuestos a corrientes de aire. Los insectos son frecuentes dentro de los domicilios por la naturaleza de los materiales de construcción, los techos son guarida de arañas y otros, las paredes no enjarradas de algunas familias también poseen huecos que pueden poblar ciertos insectos nocivos, sobre todo en verano.

## Servicios públicos
Respecto a los servicios públicos la totalidad de las casas posee energía eléctrica y agua entubada limpia que proviene de los pozos formados de las filtraciones de agua del mismo arroyo que pasa por los perímetros de las comunidades; aunque el agua no es potable por no estar tratada contra sales ni clorada, la mayoría de la población bebe de esta agua sin clorar ni hervir. El agua es extraída y enviada hacia los hogares mediante una bomba electromecánica (fuera de servicio en los apagones de luz) y es colectada por las familias desde su llave de servicio en botes, tambos y recipientes para uso y consumo de la misma, como se mencionó, el consumo muchas veces es directo sin tomar medidas de saneamiento del agua mediante calor o clorado.
La ausencia de energía eléctrica es un problema en los días cuando se presentan lluvias o vientos fuertes ya que constantemente existen cortes inesperados en el servicio, el restablecimiento del servicio generalmente se hace dentro de las posteriores dos a seis horas del incidente previo reporte del hecho vía telefónica.
El alumbrado público se encuentra presente por los caminos de las comunidades, no hay servicio de drenaje por lo que las personas recurren a la construcción de letrinas y fosas sépticas para la disposición de excretas en la casi la totalidad de las casas, tres familias realizan la defecación y micción en el suelo al aire libre o piden prestadas las letrinas de otras familias.
La gran mayoría de las familias incinera la basura, aunque también hay quienes la entierran o sólo la vierten en tiraderos improvisados. Varias personas prefieren guardar latas de aluminio y chatarra de hierro para vender el material a un recolector que visita las comunidades en busca de metales semanalmente.
Existe la venta de combustible en casas de la misma comunidad, ya sea de gas butano en cilindros o gasolina. Los habitantes sí tienen acceso a éstos productos energéticos, sin embargo el principal es la quema de leña y en ocasiones carbón.
La pavimentación dista de ser una realidad en la comunidad. En Los Muertos no hay ningún camino pavimentado, con excepción de la zona de paso del arroyo Cuchujaqui al extremo oeste del poblado.

## Esparcimiento
En la entrada del camino este de la comunidad de Los Muertos se encuentra “El Estadio”, un lote de tierra raspada de aproximadamente 1000 m² que es designado para los juegos de béisbol. En el centro de la comunidad, a un costado de la primaria se encuentra una cancha encementada de basquetbol que es utilizada para jugar este deporte así como el fútbol soccer; frente a esta área se encuentra una explanada cercada que es sede de fiestas y bailes organizados por la comunidad.

## Medios de transporte y comunicación
Existen 3 entradas y salidas por vía terrestre en la comunidad de Los Muertos, son caminos de terracería generalmente en mal estado por las lluvias recurrentes. Hacia el sur se conecta mediante un camino de 3 km aproximadamente tras cruzar el cauce del arroyo con el poblado vecino de Basiroa; la salida oeste, después de cruzar otro cauce del mismo río va a conectarse a otro camino que proviene del sur, desde Basiroa y que al proseguir al norte se cruza con los caminos hacia Yocojigua al oeste y de San Vicente al norte; la salida este se conecta a un punto del camino que va de San Vicente a la comunidad de Cerro Colorado localizado al noreste de Los Muertos siendo este único camino el que no pasa por el cauce del río, mismo que cuando hay creciente es la única vía de salida y entrada a esta población.
Los medios de transporte son terrestres, consisten en carros y motocicletas particulares y el servicio del autobús público; existen tres rutas que pueden tomarse, el primero parte de la comunidad de Cazanate desde el sur hacia la ciudad de Huatabampo previo paso por la carretera federal #15 en donde se puede tomar un camión hacia Navojoa al norte o Mochis al sur, pasa por Los Muertos aproximadamente a las 6:00 horas y por San Vicente a las 6:20, regresa a las 17: 45 horas a San Vicente y a Los Muertos a las 18:00. El segundo camión también parte de Cazanate pero su destino es Álamos, pasa por la comunidad de San Vicente a las 6:45 horas, llega a Álamos a las 8:10 horas y retoma su regreso a las 13:30 horas y aproximadamente a las 15:15hrs pasa por San Vicente. El tercer camión proviene de la comunidad de El Chinal pasa por San Vicente a las 7:00 horas y regresa a las 15:00 horas, es necesario salir de Los Muertos para tomar alguno de estos dos últimos camiones.
Las personas de la comunidad también usan la bicicleta, el caballo y el burro para transportarse ya sea dentro de la misma comunidad arrastrando leña o carbón o para arrear ganado.
La telefonía sólo es posible por medio de servicio satelital, y sólo una compañía posee señal de red celular en la localidad, dicha señal no es constante en la calidad ya que por periodos desaparece la transmisión haciendo que las llamadas se interrumpan inesperadamente y principalmente cuando hay lluvias, vientos o el cielo está nublado.

## Educación
En Los Muertos existen 3 establecimientos que fungen como centros educativos, consisten en uno o dos salones cercados y baños con lavamanos. El preescolar se llama “El Llanito”, la primaria “Roberto F. Almada” consiste en dos salones, baños y una bodega donde se guardan artículos de limpieza y de trabajo, tiene un patio y una explanada que sirve de juegos y esparcimientos, posee bebederos en funcionamiento, las clases son impartidas por un solo maestro para todos los grados y todos toman las clases en el mismo salón al mismo tiempo, el maestro además, es el director de la institución.
Existe también la telesecundaria número siete y es aquí a donde asisten los graduados de la primaria antes descrita; se trata de dos salones de los cuales uno está destinado para la vivienda del maestro y la sala de cómputo y otro es donde se les otorgan las clases a los alumnos.
La preparatoria dependencia del colegio de bachilleres se encuentra en la comunidad vecina de Basiroa.